# Новоселицька волость (Хотинський повіт)
Новоселицька волость — історична адміністративно-територіальна одиниця Хотинського повіту Бессарабської губернії.
Станом на 1886 рік складалася з 15 поселень та 15 сільських громад. Населення — 18 803 особи (9346 чоловічої статі та 9457 — жіночої), 3030 дворових господарств.
|                     | Площа, десятин | У тому числі орної, дес. |
| ------------------- | -------------- | ------------------------ |
| Сільських громад    | 15270          | 8428                     |
| Приватної власності | 7072           | 5549                     |
| Казенної власності  | 143            | 20                       |
| Іншої власності     | 2195           | 2166                     |
| Загалом             | 24680          | 16163                    |

Основні поселення волості:
- Новоселиця — містечко царацьке[2] при річці Прут за 40 верст від повітового міста, 1007 осіб, 145 двір, православна церква, синагога, 2 молитовних будинки, школа, лазарет, поштова станція, свічний завод, миловарний завод, 3 шкіряних заводи, пивоварний завод, 50 лавок, кордон, 4 постоялих двори, 4 винних погреба, базари. За 3 версти — кордон.
- Берестя — село царацьке при ярі Берестя, 520 осіб, 90 дворів, православна церква.
- Ванчикауці — село царацьке при річці Прут, 1526 осіб, 278 дворів, православна церква, школа, кордон.
- Диноуці — село царацьке при ярі Диноуць, 1519 осіб, 300 дворів, православна церква.
- Котилеве — село царачьке при безіменій річці, 1208 осіб, 215 дворів, православна церква.
- Малинешти — село царачьке при ярі Малинешти, 749 осіб, 121 двір, православна церква.
- Маршинці — село царацьке при річці Прут, 1969 осіб, 383 двори, православна церква, школа, кордон.
- Пол-Ванчікауць ( ст.-рос. Полъ-Ванчикоуці) (Ново-Іваннківці) — село царацьке при річці Прут, 591 особа, 96 дворів, кордон.
- Рокитна — село царацьке при річці Рокитна, 1428 осіб, 280 дворів, православна церква, кордон.
- Ревкоуці — село царацьке при річці Рокитна, 463 осіб, 112 дворів, православна церква, кордон.
- Рингач — село царацьке при струмках, 853 осіб, 168 дворів, православна церква.
- Строїнці (Строєшти) — село царацьке при річці Прут, 452 особи, 80 дворів, православна церква.
- Тарасоуці — село царацьке при річці Прут, 3241 особа, 579 дворів, православна церква, школа, кордон.
- Черлена-Маре — село царацьке при річка Бодніз та Черлена, 1976 особа, 169 дворів, православна церква.